# Pilosabia
Pilosabia is een geslacht van weekdieren uit de klasse van de Gastropoda (slakken).

## Soort
- Pilosabia trigona (Gmelin, 1791)